# Бакстер, Лонни
Ло́нни Лерой Ба́кстер (англ. Lonny Leroy Baxter; род. 27 января 1979, Силвер-Спринг, Мэриленд, США) — бывший американский профессиональный баскетболист, играющий на позиции тяжёлого форварда и центрового. В сезонах 2010/11 и 2011/12 выступал за команду «Енисей».

## Клубная карьера
На уровне колледжей выступал за Мэрилендский университет в Колледж-Парке.
На драфте НБА 2002 года был выбран под общим 44-м номером командой «Чикаго Буллз». 9 февраля 2006 года Бакстер в рамках трёхсторонней сделки был обменян через «Хьюстон Рокетс» в «Шарлотт Бобкэтс» на Кита Боганса. В сезоне 2004—05 выступал в Европе за греческий «Панатинаикос», однако получил травму, а затем расторг контракт по обоюдному согласию. 8 августа 2006 года подписал контракт с итальянской «Сиеной». В 2008 году перешёл в «Паниониос». В 2009 некоторое время выступал за турецкий «Бешикташ».

## Карьера в сборной США
В 2001 году Бакстер выиграл в составе сборной США бронзовые медали Летней Универсиады в Пекине.

## Личная жизнь
16 августа 2006 года Бакстер был задержан в Вашингтоне (округ Колумбия) в нескольких кварталах от Белого дома после стрельбы в воздух из .40 «Глока». 23 августа 2006 года он был помещен в тюрьму на 60 дней за владение незарегистрированным оружием и боеприпасами.

## Статистика

### Статистика в НБА
| Сезон                                                                                    | Команда    | Регулярный сезон | Регулярный сезон | Регулярный сезон | Регулярный сезон | Регулярный сезон | Регулярный сезон | Регулярный сезон | Регулярный сезон | Регулярный сезон | Регулярный сезон | Регулярный сезон | Серия плей-офф | Серия плей-офф | Серия плей-офф | Серия плей-офф | Серия плей-офф | Серия плей-офф | Серия плей-офф | Серия плей-офф | Серия плей-офф | Серия плей-офф | Серия плей-офф |
| Сезон                                                                                    | Команда    | GP               | GS               | MPG              | FG%              | 3P%              | FT%              | RPG              | APG              | SPG              | BPG              | PPG              | GP             | GS             | MPG            | FG%            | 3P%            | FT%            | RPG            | APG            | SPG            | BPG            | PPG            |
| ---------------------------------------------------------------------------------------- | ---------- | ---------------- | ---------------- | ---------------- | ---------------- | ---------------- | ---------------- | ---------------- | ---------------- | ---------------- | ---------------- | ---------------- | -------------- | -------------- | -------------- | -------------- | -------------- | -------------- | -------------- | -------------- | -------------- | -------------- | -------------- |
| 2002/03                                                                                  | Чикаго     | 55               | 0                | 12,4             | 46,6             | 0,0              | 68,0             | 3,0              | 0,3              | 0,2              | 0,4              | 4,8              | Не участвовал  | Не участвовал  | Не участвовал  | Не участвовал  | Не участвовал  | Не участвовал  | Не участвовал  | Не участвовал  | Не участвовал  | Не участвовал  | Не участвовал  |
| 2003/04                                                                                  | Чикаго     | 14               | 1                | 10,5             | 55,1             | 100,0            | 62,5             | 2,5              | 0,4              | 0,1              | 0,4              | 4,3              | Не участвовал  | Не участвовал  | Не участвовал  | Не участвовал  | Не участвовал  | Не участвовал  | Не участвовал  | Не участвовал  | Не участвовал  | Не участвовал  | Не участвовал  |
| 2003/04                                                                                  | Торонто    | 36               | 4                | 13,6             | 46,9             | 0,0              | 53,6             | 3,4              | 0,3              | 0,4              | 0,5              | 4,2              | Не участвовал  | Не участвовал  | Не участвовал  | Не участвовал  | Не участвовал  | Не участвовал  | Не участвовал  | Не участвовал  | Не участвовал  | Не участвовал  | Не участвовал  |
| 2003/04                                                                                  | Вашингтон  | 12               | 0                | 11,1             | 50,0             | 0,0              | 75,0             | 2,6              | 0,4              | 0,2              | 0,4              | 3,4              | Не участвовал  | Не участвовал  | Не участвовал  | Не участвовал  | Не участвовал  | Не участвовал  | Не участвовал  | Не участвовал  | Не участвовал  | Не участвовал  | Не участвовал  |
| 2004/05                                                                                  | Нью-Орлеан | 4                | 0                | 9,0              | 27,3             | 0,0              | 0,0              | 2,0              | 0,0              | 0,0              | 0,0              | 1,5              | Не участвовал  | Не участвовал  | Не участвовал  | Не участвовал  | Не участвовал  | Не участвовал  | Не участвовал  | Не участвовал  | Не участвовал  | Не участвовал  | Не участвовал  |
| 2005/06                                                                                  | Хьюстон    | 23               | 0                | 12,2             | 45,8             | 0,0              | 84,2             | 3,7              | 0,1              | 0,4              | 0,3              | 3,6              | Не участвовал  | Не участвовал  | Не участвовал  | Не участвовал  | Не участвовал  | Не участвовал  | Не участвовал  | Не участвовал  | Не участвовал  | Не участвовал  | Не участвовал  |
| 2005/06                                                                                  | Шарлотт    | 18               | 0                | 6,6              | 37,5             | 0,0              | 75,0             | 1,8              | 0,1              | 0,1              | 0,1              | 2,0              | Не участвовал  | Не участвовал  | Не участвовал  | Не участвовал  | Не участвовал  | Не участвовал  | Не участвовал  | Не участвовал  | Не участвовал  | Не участвовал  | Не участвовал  |
|                                                                                          | Всего      | 162              | 5                | 11,6             | 46,6             | 20,0             | 65,7             | 2,9              | 0,2              | 0,2              | 0,4              | 3,9              | Не участвовал  | Не участвовал  | Не участвовал  | Не участвовал  | Не участвовал  | Не участвовал  | Не участвовал  | Не участвовал  | Не участвовал  | Не участвовал  | Не участвовал  |
| Наведите курсор мыши на аббревиатуры в заголовке таблицы, чтобы прочесть их расшифровку. |            |                  |                  |                  |                  |                  |                  |                  |                  |                  |                  |                  |                |                |                |                |                |                |                |                |                |                |                |

### Статистика в других лигах
| Сезон                                                                                   | Команда                 | Лига                      | GP | GS | MPG  | FG%  | 3P%  | FT%  | RPG | APG | SPG | BPG | PPG  |  |
| 2011/12                                                                                 | Все клубы               | Все лиги                  | 38 | 36 | 23,4 | 53,0 | 0,0  | 65,9 | 5,4 | 0,5 | 1,0 | 0,8 | 11,8 |  |
| 2011/12                                                                                 | Енисей                  | Единая лига ВТБ           | 17 | 16 | 22,9 | 50,4 | 0,0  | 62,0 | 5,1 | 0,6 | 1,1 | 0,6 | 10,8 |  |
| 2011/12                                                                                 | Енисей                  | ПБЛ                       | 13 | 12 | 21,6 | 50,0 | 0,0  | 66,1 | 6,0 | 0,2 | 0,9 | 0,7 | 10,5 |  |
| 2011/12                                                                                 | Енисей                  | Кубок вызова              | 6  | 6  | 28,3 | 62,1 | 0,0  | 64,0 | 5,5 | 0,3 | 1,3 | 1,7 | 14,7 |  |
| 2011/12                                                                                 | Енисей                  | Квалификация Кубка вызова | 2  | 2  | 24,0 | 59,1 | 0,0  | 87,5 | 5,0 | 1,5 | 0,5 | 0,5 | 20,0 |  |
| 2012/13                                                                                 | Гуайкверис де Маргарита | Чемпионат Венесуэлы       | 10 | 10 | 30,1 | 45,9 | 42,9 | 58,8 | 6,0 | 1,8 | 1,6 | 0,6 | 11,5 |  |
|                                                                                         |                         | Всего                     | 48 | 46 | 24,8 | 51,3 | 42,9 | 65,3 | 5,6 | 0,8 | 1,1 | 0,8 | 11,7 |  |
| Наведите курсор мыши на аббревиатуры в заголовке таблицы, чтобы прочесть их расшифровку |                         |                           |    |    |      |      |      |      |     |     |     |     |      |  |